# شيغيو أوكومورا
شيغيو أوكومورا (باليابانية: 奥村茂雄؛ بالكانا: おくむら しげお) هو مصارع هاوي ياباني، ولد في 25 مايو 1972 في إكيدا في اليابان.

## روابط خارجية
- شيغيو أوكومورا على موقع CageMatch worker (الإنجليزية)
- شيغيو أوكومورا على موقع قاعدة بيانات المصارعة على الإنترنت (الإنجليزية)